# Silene insularis
Silene insularis är en nejlikväxtart som beskrevs av William Barbey-Boissier. Silene insularis ingår i släktet glimmar, och familjen nejlikväxter. Inga underarter finns listade i Catalogue of Life.